# 第二楽章 (テレビドラマ)
『第二楽章』（だいにがくしょう）は、2013年4月16日から6月11日までNHKのドラマ10で放送された日本のテレビドラマ。主演は羽田美智子。

## あらすじ
24年前、東和音楽大学の入学実技試験で奈津美が茉莉を助けたことがきっかけで親友となった2人は、7年後、競争を勝ち抜いて共に東京ナショナル交響楽団にヴァイオリニストとして入団する。良きライバル関係にあった茉莉と奈津美だったが、奈津美は妊娠を機にヴァイオリンをやめ、楽団を去り専業主婦となり、茉莉は花形のヴァイオリニストとなった。それから16年が経ち、シカゴ管弦楽団でコンサートマスターを務めるまでになっていた茉莉が凱旋公演のために一時帰国することになる。茉莉のファンであり、退団にまつわる自分と茉莉の気まずい関係を知らない高校生の娘・鈴菜にせがまれ、茉莉がゲスト出演する東京ナショナル交響楽団の公演に家族で訪れた奈津美は、茉莉の圧倒的な演奏を目の前で聴き、彼女の成功と栄光を心から羨ましいと思う。一方、公演を成功させた茉莉は、奈津美の夫となった一登をどれほど深く想っていたかを思い出す。
17年前、即興で雨音に合わせてヴァイオリンを弾いていた茉莉に、当時チェリストだった一登がチェロの音を合わせてきたことがあった。息の合った即興演奏は想いが通じたかのようであったが、好きだと伝えることなく時は過ぎ、奈津美から一登の子を妊娠したことを告げられたのだった。楽団内に好きな人がいる、と一登を好きなことを奈津美だけにほのめかしていた茉莉は奈津美に裏切られたかのように感じていた。同じ頃、公演のソリスト選びで茉莉が選ばれ、茉莉だけに伝えていた妊娠のことを楽団長が知っていたことから、奈津美もまた茉莉に裏切られ出し抜かれたかのように感じていた。この日を境に2人は一度も会うことなく16年の歳月が流れる。

## キャスト

### 主要人物
白瀬 茉莉（しらせ まり）
演 - 羽田美智子（少女期：大後寿々花）
シカゴ管弦楽団コンサートマスター。元東京ナショナル交響楽団コンサートマスター。楽団所属時代、コンサートのソリストに選ばれるため、楽団長に奈津美の妊娠を告げ、ソリストに選ばれる。かつて、一登に恋をしていたが、奈津美の妊娠により失恋した。
奈津美とは音楽大学時代の親友で凱旋コンサートのため一時帰国したときに再会する。シカゴ管弦楽団の幹部が交代した影響で、コンサートマスターの座を下ろされ、東京ナショナル交響楽団へ復帰する。
シカゴ時代の恋人の子を妊娠していることが判明すると同時に、初期の胃癌が見つかり、楽団に貢献できないまま退団し手術を受ける。その後、息子・輝（てる）を出産するが、肝臓に癌が転移していることが分かるが既に手の施しようがなく余生を過ごす。
遠藤 奈津美（えんどう なつみ）
演 - 板谷由夏（少女期：荒井萌）
一登の妻。元東京ナショナル交響楽団員。元ヴァイオリニスト。旧姓：中村。茉莉とは音楽大学時代の親友だった。楽団長からコンサートのソリスト決定の報告を受けたとき、親友の茉莉だけに話していた妊娠の事実を楽団長が知っていたことに愕然とする。
鈴奈を妊娠したのを機に退団し、ヴァイオリンをやめ、現在は専業主婦として暮らす。惣菜店でパートをしている。
遠藤 一登（えんどう かずと）
演 - 谷原章介
奈津美の夫。茉莉のヴァイオリンのファン。旅行代理店・ツバメツアーズ勤務。茉莉や奈津美と同じオーケストラのチェリストだったが妊娠した奈津美と共に退団した。シカゴ出張の際に、茉莉と再会した。
遠藤 鈴奈（えんどう すずな）〈16〉
演 - 門脇麦
奈津美と一登の娘。高校生。現在ヴァイオリンを習っており、茉莉に憧れている。茉莉が日本に滞在している間、直接彼女からヴァイオリンの指導を受ける。

### 東京ナショナル交響楽団
小宮山 るみか - 久世星佳
元楽団員。チェリスト。現在はオーケストラのエキストラをしている。
岡 真知子 - 久保田磨希
元楽団員。元ヴィオリスト。現在は近所の音楽教室でヴィオラを教えている。
富永 雅也 - 田中圭
ステージマネージャー。茉莉と奈津美が楽団に在籍していた頃はローディーとして働いていた。特徴的だった奈津美の演奏が記憶に強く残っている。
桜井 信一郎 - 串田和美
楽団長。茉莉や奈津美の入団時は指揮者をしていた。

### その他
白瀬 歌子 - 森山良子
茉莉の母。スナック歌子経営。娘からヴァイオリンを取り上げたら何も残らないのだから、ヴァイオリンを辞めて、ヴァイオリニストとしての人生を諦めないようにと辛辣ながら愛情がこもったアドバイスを茉莉に送る。
遠藤 久代 - 白川由美
一登の母。秋田県在住。連絡もなしで度々、息子家族の元へ上京して来る。
熊谷 美紀 (16) - 佐々木萌詠
鈴奈の同級生。父と茉莉の関係に悩む鈴奈に、状況をよく見極め、行動するべきだとアドバイスを送る。

## スタッフ
- 脚本 - 金子ありさ
- 音楽 - 渡辺俊幸
- 演出 - 岡田健、木内健人、田中英治
- 主題歌 - 山下達郎 「コンポジション」（ワーナーミュージック・ジャパン）
- 演奏 - 東京フィルハーモニー交響楽団、フェイスミュージック
- バイオリンソロ演奏 - 奥村愛
- オーケストラ考証 - 新井鷗子
- バイオリン指導 - 荒井章乃、奥村愛
- チェロ指導 - 海野幹雄
- 医事監修 - 片山雅彦、河村寿宏
- 看護指導 - 石田喜代美
- 制作統括 - 小松昌代（NHKエンタープライズ） / 藤澤浩一（NHKドラマ番組部）
- 制作 - NHKエンタープライズ
- 制作著作 - NHK

## 放送日程
| 各話                                                      | 放送日  | サブタイトル                           | 演出     |
| --------------------------------------------------------- | ------- | -------------------------------------- | -------- |
| 第1回                                                     | 4月16日 | 予感〜フォルテ（強く）                 | 岡田健   |
| 第2回                                                     | 4月23日 | 後悔〜メゾピアノ（やや弱く）           | 岡田健   |
| 第3回                                                     | 4月30日 | 秘密〜メゾフォルテ（やや強く）         | 木内健人 |
| 第4回                                                     | 5月07日 | 約束〜ピアニッシモ（さらに弱く）       | 田中英治 |
| 第5回                                                     | 5月14日 | 記憶〜クレッシェンド（だんだん強く）   | 岡田健   |
| 第6回                                                     | 5月21日 | 岐路〜フェローチェ（荒々しく）         | 木内健人 |
| 第7回                                                     | 5月28日 | 告白〜アダージョ（ゆるやかに）         | 岡田健   |
| 第8回                                                     | 6月04日 | 決心〜フォルテピアノ（強くすぐに弱く） | 田中英治 |
| 最終回                                                    | 6月11日 | 誕生〜カンタービレ（歌うように）       | 岡田健   |
| 平均視聴率 5.9%（視聴率は関東地区・ビデオリサーチ社調べ） |         |                                        |          |